# Lanthanomyia tigrita
Lanthanomyia tigrita är en stekelart som beskrevs av Heydon 2005. Lanthanomyia tigrita ingår i släktet Lanthanomyia och familjen puppglanssteklar. Inga underarter finns listade i Catalogue of Life.